# Bothynus complexus
Bothynus complexus är en skalbaggsart som beskrevs av Roger Paul Dechambre 2006. Bothynus complexus ingår i släktet Bothynus och familjen Dynastidae. Inga underarter finns listade.